# Engenho do Meio
Engenho do Meio é um bairro do Recife, Pernambuco. Integra a quarta região político-administrativa do Recife.
Seu nome deriva do engenho que outrora houve no local, cujo primeiro proprietário era Álvaro Velho Barreto.
Faz limite com os bairros de Torrões, Cordeiro, Iputinga, Cidade Universitária e Curado. 
Possui 3 praças: a Praça João Miguel de Souza Junior ( Praça do terminal do ônibus), a Praça do Bom Pastor (que fica na divisa com o bairro da Iputinga), e o Parque Dr. Arnaldo Assunção (Praça principal do Engenho do Meio).
O principal logradouro do bairro é a Rua Antonio Curado.
Em parte das terras do Engenho do Meio foi edificada em 1946 a Universidade Federal de Pernambuco

## Demografia
Localização: RPA 4, Microrregião: 4.2, Distância do Marco Zero (km)1: 8,00
Área Territorial (hectare): 87
População Residente: 10.211 habitantes
| População por sexo |       | %     |
| Masculina          | 4.609 | 45,14 |
| Feminina           | 5.602 | 54,86 |

| População por faixa etária | hab   | %     |
| 0 – 4 anos                 | 486   | 4,75  |
| 5 – 14 anos                | 1.204 | 11,79 |
| 15 – 17 anos               | 464   | 4,54  |
| 18 – 24 anos               | 1.170 | 11,46 |
| 25 – 59 anos               | 2.242 | 51,34 |
| 60 anos e mais             | 1.645 | 16,11 |

| População por cor ou raça | %     |
| Branca                    | 43,49 |
| Preta                     | 7,56  |
| Parda                     | 47,25 |
| Amarela                   | 1,24  |
| Indígena                  | 0,39  |

Taxa de Alfabetização da População de 10 anos e mais (%)4 96,1
Taxa Média Geométrica de Crescimento Anual da População (2000/2010): -0,34 % 
Densidade Demográfica (habitante/hectare): 117,54
Domicílios (nº): 3.053
- Média de moradores por domicilio (habitante/domicílio): 3,3
- Proporção de Mulheres Responsáveis pelo Domicílio (%): 46,09
- Valor do Rendimento Nominal Médio Mensal dos Domicílios: R$ 2.594,45

Zonas Especiais de Interesse Social no bairro (Zeis): Zeis Vila Redenção
Fonte: Prefeitura Municipal do Recife.

## Edificações
- Colônia Penal Feminina do Recife (Presídio Feminino do Bom Pastor, na divisa com o bairro da Iputinga).
- Igreja Matriz de Nossa Senhora das Graças.
- Igreja Do Bom Pastor (Instituto Bom Pastor).